# Franz Riepenhausen

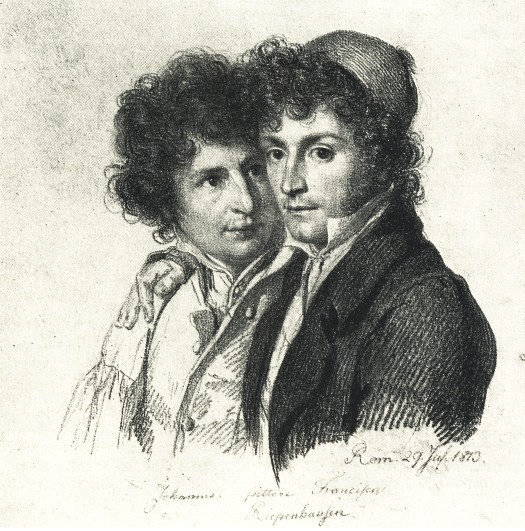
Carl Christian Vogel von Vogelstein – Franz Riepenhausen (rechts) und sein Bruder Johannes, 1813

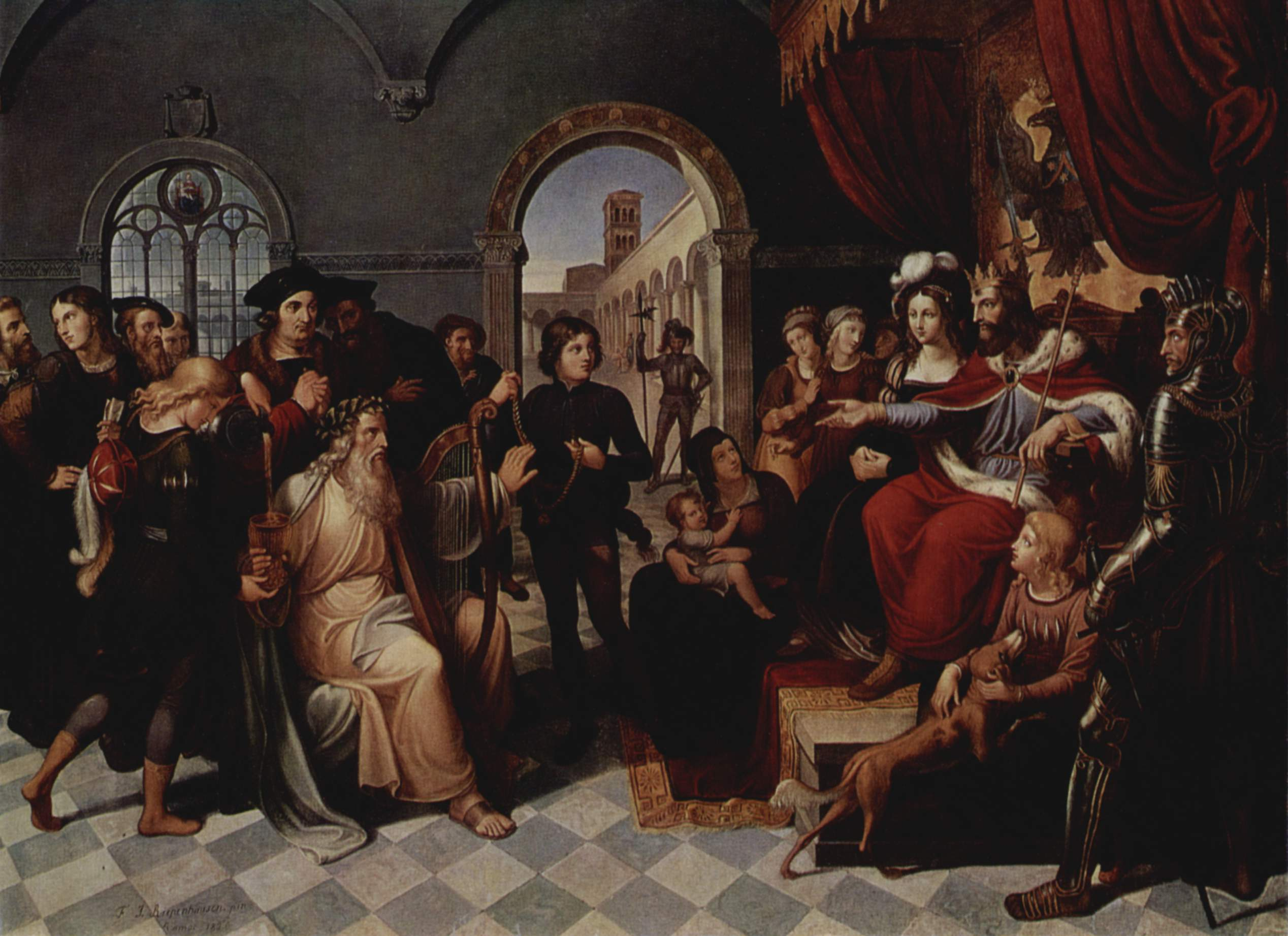
Der Sänger (Gemeinschaftswerk)

Franz Riepenhausen (* 1786 in Göttingen; † 3. Januar 1831 in Rom) war ein deutscher Maler und Kupferstecher.

## Leben
Riepenhausen und sein Bruder Johannes Riepenhausen lernten zunächst beim Vater Ernst Ludwig Riepenhausen, später bei Tischbein auf der Akademie zu Kassel, ab 1805 in Dresden und ab 1807 in Italien besonders nach Raffael und wählten Rom zu ihrem bleibenden Aufenthaltsort.
Kreidezeichnungen zu Goethes „Faust I“, zu Schillers „Taucher“ und zu dessen „Kampf mit dem Drachen“, Darstellungen aus dem Leben Karls des Großen und viele Bilder religiösen Inhalts gehören in diese Periode. 1822 vollendeten sie die Geschichte der heiligen Elisabeth für den Herzog von Cambridge und eine Replik der Verklärung Raffaels. Für den Saal des Guelfenordens in Hannover malten die Brüder 1825 das große Ölgemälde „Heinrich der Löwe“, den Kaiser Friedrich I. beim Herausgehen aus der Peterskirche gegen den meuchlerischen Anfall der Römer schützend.
Zusammen mit seinem Bruder Johannes veröffentlichte Franz Riepenhausen eine „Geschichte der Malerei in Italien“. Darin versammelten sie 24 Umrisse nach den italienischen Meistern vor Perugino, eine Reihe von Umrissen nach Pausanias’ Beschreibung der polygnotischen Gemälde in der Lesche der Knidier zu Delphi (32 Blätter) und 16 Blätter Radierungen zu Ludwig Tiecks „Genoveva“ aus.
Franz starb am 3. Januar 1831, nachdem er noch zum Katholizismus übergetreten war.

## Werke (Auswahl)
- Geschichte der Mahlerei in Italien nach ihrer Entwickelung, Ausbildung und Vollendung. Aus den Werken der besten Künstler anschaulich dargestellt und mit kurzen Erläuterungen und Lebensbeschreibungen begleitet. 2 Bände. Cotta, Tübingen 1810.